# بادي كيلي (لاعب كرة قدم)
بادي كيلي (بالإنجليزية: Paddy Kelly)‏ هو لاعب كرة قدم بريطاني في مركز الدفاع، ولد في 26 أبريل 1978 في كيركالدي في المملكة المتحدة. لعب مع نادي ريدنغ ونيوكاسل يونايتد.